# Juventudes Socialistas de Euskadi
Las Juventudes Socialistas de Euskadi - Euskadiko Ezkerraren Gazteak (JSE-EGAZ) son la federación vasca de las Juventudes Socialistas de España y la organización juvenil afín del Partido Socialista de Euskadi (PSE-EE). Tiene autonomía orgánica y política respecto al PSE-EE, con quien coordina sus opciones estratégicas. Fueron fundadas en Erandio, Vizcaya, en 1903 por Tomás Meabe.

## Estructura
De acuerdo con los estatutos de JSE, se estructura en una organización territorial federal, dividiéndose en la siguiente estructura:

### Nivel Local
Es el nivel más básico de la estructura territorial de JSE. La Agrupación Municipal o de Distrito es la entidad que se corresponde con este nivel y en ella se encuadra la militancia ya que todo afiliado debe pertenecer a alguna agrupación. En algunos casos la Agrupación debe corresponderse con el municipio (Agrupación Municipal), pero en otros puede existir más de una agrupación en un mismo municipio que se llamarían de Distrito. Sus órganos son la Asamblea y la Comisión Ejecutiva.
La Asamblea Local es el máximo órgano. La compone el conjunto de la militancia de la Agrupación Local.
La Comisión Ejecutiva Municipal o de Distrito es el órgano ejecutivo de la Agrupación y aplica la política definida por la Asamblea Local , por la que es elegida y ante la que responde de su gestión en asambleas.

### Nivel Provincial
Es el nivel intermedio de la estructura de JSE-Egaz. La Agrupación Provincial es la entidad que agrupa a las diferentes Agrupaciones Locales de la provincia, por tanto los afiliados del nivel local pertenecen a su vez a un nivel superior, su provincia. Sus órganos son la Asamblea Provincial y la Comisión Ejecutiva Provincial.
La Asamblea Provincial es el máximo órgano, entre Congresos. La componen el conjunto de la militancia de las diferentes Agrupaciones Locales de la provincia.
La Comisión Ejecutiva Provincial es el órgano ejecutivo de la provincia y aplica la política definida por la Asamblea Provincial. por la que es elegida y ante la que responde de su gestión en asambleas.

### Nivel Nacional
El Congreso Nacional de JSE-Egaz "Ramón Rubial es el órgano soberano, está constituido por los delegados de las Agrupaciones Locales. El Congreso define los principios y fija los programas de JSE-Egaz, establece la línea política y señala la estrategia de la Organización. El Congreso elige a la Comisión Ejecutiva Nacional y a la Comisión Nacional de Garantías y Cuentas, la cual ejerce las funciones jurídicas y fiscalizadoras.
La Comisión Ejecutiva Nacional (CEN) es el órgano ejecutivo y de gestión de JSE-Egaz Ramón Rubial y pone en práctica la política definida en los Congresos, en los Comités Nacionales y Consejos Nacionales.
La Asamblea Nacional es el órgano asambleario de la organización, que proporcionará a los militantes un foro de participación horizontal sobre la acción política.

## Secretarios generales
Sus secretarios generales desde 1985 han sido:
- Patxi López (1985-1987)
- Melchor Gil (1987-1995)
- Mikel Torres (1995-2000)
- Daniel Díez (2000-2002)
- Eduardo Madina (2002-2005)
- Ekain Rico (2005-2008)
- Aitor Casado (2008-2012)
- Alain Coloma (2012-2015)
- Azahara Domínguez (2015-2020)
- Víctor Trimiño (2020-2023)
- Gabriel Arrúe (2023- actualidad)